# Sumber Wungu
Sumber Wungu is een bestuurslaag in het regentschap Gunung Kidul van de provincie Jogjakarta, Indonesië. Sumber Wungu telt 5559 inwoners (volkstelling 2010).